# OK Go
OK Go là một ban nhac rock đến từ Chicago, Illinois, và hiện hoạt động chính tại Los Angeles, California, Hoa Kỳ. 
Các thành viên trong nhóm gồm: Damian Kulash, Tim Nordwind, Dan Konopka và Andy Ross (gia nhập năm 2005, thay thế cho Andy Duncan).